# Epidendrum torraense
Epidendrum torraense är en orkidéart som beskrevs av Eric Hágsater och Silverst. Epidendrum torraense ingår i släktet Epidendrum och familjen orkidéer.
Artens utbredningsområde är Colombia. Inga underarter finns listade i Catalogue of Life.